# Auto Union Type C
 (janvier 2014).
Si vous disposez d'ouvrages ou d'articles de référence ou si vous connaissez des sites web de qualité traitant du thème abordé ici, merci de compléter l'article en donnant les références utiles à sa vérifiabilité et en les liant à la section « Notes et références ».
L’Auto Union Type C, est l'une des « Flèches d'Argent » et la troisième automobile de courses développée par la compagnie allemande Auto Union.

## Historique
L'Auto Union Type C remplace l'Auto Union Type B. Elle remporte neuf victoires en 1936, trois en course de côte et six en Grand Prix. En 1937, elle remporte huit victoires, deux en course de côte et six en Grand Prix.
À son volant, l'allemand Bernd Rosemeyer devient champion d'Europe des pilotes.

## Motorisation et Châssis
Le moteur est un 16 cylindres en V de 6 005 cm3 doté d'une suralimentation à deux étages, monté en position longitudinale arrière. Le moteur développe 520 ch à 5 000 tr/min avec un couple d'environ 780 N m à 4 500 tr/min.

## Version Streamline
En 1937, afin d'établir des records de vitesse, un exemplaire du modèle Type C fut équipé d'une carrosserie Streamline offrant une faible résistance à l'air. Ce modèle est équipé d'une transmission manuelle à 5 rapports (contre 4 pour le modèle de Grand Prix). Elle mesurait 5 800 mm de long, 1 950 mm de large et 1 110 mm de haut pour un poids de 1 000 kg.
Le 28 janvier 1938, Bernd Rosemeyer tente, avec la Type C Streamline, d'établir un record de vitesse sur l'autoroute qui relie Francfort à Darmstadt. Projetée hors de la piste par une bourrasque, la voiture se retourne et Rosemeyer trouve la mort.